# كريتا
كريتا (Krita) هو برنامج مفتوح المصدر يستخدم للرسم الرقمي الاحترافي ومعالجة الصور الرقمية ويتميز بدعم كبير وقوي، ويعتبر كبديل لتطبيقات رسومية كثيرة منها تطبيق فوتوشوب. يتميز كريتا بواجهة نظيفة وقابلة للتخصيص، وتوفير فرش احترافية جاهزة ومساعد لاستقرار وتثبيت الرسم الرقمي، ويوفر أيضا ميزة التحريك الثنائي، وإدارة ألوان متكاملة ودعم ملفات فوتوشوب. يتوفر كريتا لنظام ويندوز ولينكس وماك أوأس وحتى أندرويد . وهو تحت رخصة جنو العمومية.

## المميزات
كريتا لديه العديد من الميزات البارزة مثل واجهة متعددة الوسائط قابلة للتخصيص تعمل على سطح المكتب وشاشات اللمس.
- مجموعة كبيرة من الفرش الافتراضية.
- امكانية إنشاء وتخصيص الفرش والادوات.
- العديد من محركات الفرش، ويدعم حساسية الضغط، والميل والكثير الميزات من لوح الرسم.
- امكانية الالتفاف والتحرك حول الرسم والمحاكاة بسلاسة.
- مجموعة كبيرة من الفلاتر والموثرات مع المعاينة في الوقت الحقيقي.

## التاريخ
تعود جذور كريتا إلى عام 1998 عندما استعرض ماتثيس اترتش مؤسس كيدي واجهة كيوت لبرنامج جمب، بعدها وجدت فكرة إنشاء محرر صور مبني على منصة كيوت طريقها إلى الواقع بإطلاق برنامج KImage كجزء من حزمة كي أوفيس المكتبية. وخوفا من انتهاك العلامات التجارية غير اسم البرنامج إلى KImageShop ثم Krayon حتى استقر على اسم Krita في عام 2002م.
- ظهرت أول نسخة من كريتا مع حزمة كي أوفيس 1.4 في 2004م، وبين عام 2004 وحتى 2009 طور برنامج كريتا كمحرر صور عام مثل فوتوشوب وجمب.
- في عام 2009م غيرت توجهات البرنامج ليكون برنامج متخصص في الرسم الرقمي مثل برنامج كورل درو، وبدأ البرنامج بعدها في إيجاد طرق لتمويل تطوير البرنامج.
- في عام 2013م أنشئت منظمة كريتا لدعم تطوير كريتا، وتعاونت مع إنتل لتطوير كريتا سكتش وكريتا استيديو إلا أن المشروعين لم ينجحا.
- في عام 2014م، أطلقت نسخة 2.8 وجاءت بأدوات جديدة ومثيرة للانتباه لإنشاء رسومات للألعاب مع دعم كامل لنظام ويندوز بعد عمل استمر لعامين.[7]
- في في يوليو 2014م، أطلق مطورو كريتا حملة جمع تبرعات جماهيرية لتمويل تطوير مميزات جديدة تحتاج تفرغ تام للتطوير، نجحت الحملة بجمع أكثر من 20 ألف يورو، بزيادة 5 الآلاف يورو عن الهدف هو 15 ألف يورو، وفي 2015م أطلقت نسخة 2.9 كنجاح لحملة التبرعات.[8]
- في 2016م أطلقت النسخة 3.1 هذه الإصدارة جاءت بدعم رسمي لنظام ماك أو أس.[9]
- في عام 2018م أطلق فريق التطوير حملة تبرعات جديدة هدفها الوصول ببرنامج كريتا إلى صفر علة، وفي عام 2019 أطلقوا الإصدارة 4.2 وهي تعتبر أضخم إصدارة لكريتا حيث قام الفريق بحل أكثر من 1000 علة في البرنامج.[10]

## وصلات خارجية
- كريتا على موقع Open Hub (الإنجليزية)
- كريتا على موقع Free Software Directory (الإنجليزية)
- كريتا على موقع Framasoft (الفرنسية)
- الموقع الرسمي
- تعلم كريتا باحتراف: مفاهيم أساسية حول تطبيق الرسم كريتا.